# Пильтун-2
Пильтун-2 — село в Охинском городском округе Сахалинской области России, в 99 км от районного центра.

## История
Возникло как посёлок при железнодорожной станции.
Постановлением Администрации Сахалинской области от 17.06.2004 № 84-па станция Пильтун преобразована в село Пильтун-2.

## Население
| 2002 | 2010 | 2021 |
| ---- | ---- | ---- |
| 102  | ↘0   | →0   |

По переписи 2002 года население — 102 человека (51 мужчина, 51 женщина). Преобладающая национальность — русские (92 %).